# گانودریک اسید
گانودریک اسید (به انگلیسی: Ganoderic acid) یک کتواسید با فرمول شیمیایی C۳۰H۴۴O۷ ترکیب شیمیایی با شناسه پاب‌کم ۴۷۱۰۰۲ است. که جرم مولی آن ۵۱۶٫۶۷ g/mol می‌باشد.